# Tunnel of Love (album Bruce Springsteen)
Tunnel of Love è l'ottavo album in studio del cantautore statunitense Bruce Springsteen, pubblicato il 9 ottobre 1987 dalla Columbia Records.

## Storia
Sebbene i membri della E Street Band presero parte in alcuni brani, la maggior parte delle parti, spesso con drum machine e sintetizzatori, venne suonata dallo stesso Springsteen.

## Accoglienza
Nel 1989 l'album è stato classificato al numero 25 nella lista della rivista Rolling Stone dei "100 migliori album degli anni Ottanta" mentre nel 2012, sempre Rolling Stone lo ha classificato al numero 467 nella lista dei 500 migliori album di tutti i tempi.
L'album ottenne il triplo platino negli Stati Uniti il 19 aprile 1988, con "Brilliant Disguise" che fu uno dei suoi singoli di maggior successo, raggiungendo il numero 5 nella Billboard Hot 100 , e "Tunnel of Love" anch'esso nella top 10, raggiungendo il numero 9, e "One Step Up" raggiungendo la top 20 al numero 13. 

## Tour
Il tour Tunnel of Love Express di Springsteen con la E Street Band si svolse nel 1988.

## Tracce
1. Ain't Got You
2. Tougher Than the Rest
3. All That Heaven Will Allow
4. Spare Parts
5. Cautious Man
6. Walk Like a Man
7. Tunnel of Love
8. Two Faces
9. Brilliant Disguise
10. One Step Up
11. When You're Alone
12. Valentine's Day

## Formazione
- Bruce Springsteen – voce, chitarre, armonica a bocca, tastiere, basso, percussioni
- Clarence Clemons – cori
- Roy Bittan – sintetizzatore, pianoforte
- Danny Federici – organo
- Garry Tallent – basso
- Max Weinberg – batteria, percussioni
- Nils Lofgren – chitarra, cori
- Patti Scialfa – cori

## Classifiche

### Classifiche settimanali
| Classifica (1987) | Posizione massima |
| ----------------- | ----------------- |
| Australia         | 5                 |
| Austria           | 6                 |
| Canada            | 1                 |
| Finlandia         | 1                 |
| Francia           | 5                 |
| Germania          | 3                 |
| Giappone          | 3                 |
| Italia            | 1                 |
| Norvegia          | 1                 |
| Nuova Zelanda     | 6                 |
| Paesi Bassi       | 4                 |
| Regno Unito       | 1                 |
| Spagna            | 1                 |
| Stati Uniti       | 1                 |
| Svezia            | 1                 |
| Svizzera          | 2                 |

### Classifiche di fine anno
| Classifica (1987) | Posizione |
| ----------------- | --------- |
| Australia         | 63        |
| Canada            | 16        |
| Francia           | 35        |
| Italia            | 18        |
| Paesi Bassi       | 52        |
| Regno Unito       | 49        |
| Spagna            | 15        |
| Classifica (1988) | Posizione |
| Germania          | 32        |
| Paesi Bassi       | 36        |
| Spagna            | 14        |
| Stati Uniti       | 16        |
| Svizzera          | 14        |